# Априкская волость
Априкская волость (латыш. Apriķu pagasts) — бывшая территориальная единица Айзпутского уезда Латвии. Находилась в центре уезда. Граничила с Гудениекской, Сакской, Дзервской, Лажской и Клостерской волостями. 
Центр волости находился в селе Априки. Крупнейшими населёнными пунктами были Априки и Маздзерве.

## История
10 сентября 1945 года в составе Априкской волости находились Априкский и Тебрский сельские советы. После упразднения Априкской волости 31 декабря 1949 года, все они были включены в состав Лиепайского района.
В наши дни территория бывшей Априкской волости составляет часть Лажской волости Айзпутского края.

## Известные люди
- Индрик (1783—1820) — первый национальный латышский поэт.